# محافظة رجال ألمع
رجال ألمع محافظة فئة أ تقع في الجهة الغربية من منطقة عسير في المملكة العربية السعودية.

## الموقع الجغرافي
تقع على مسافة 45 كم غرب مدينة أبها وهي منطقة جبَلية يحدّها من الشرق مركز السودة، ومن الشمال محافظة محايل عسير، ومن الجنوب محافظة الدرب، ومن الغرب البحر الأحمر .

## السكان
يبلغ عدد سكانها حسب إحصاء عام 1444هـ/ 2022م 50.825 نسمة، 28,310 منهم ذكور و22,515 إناث، منتشرين في 23.397 وحده سكنية.

## تاريخ رجال ألمع

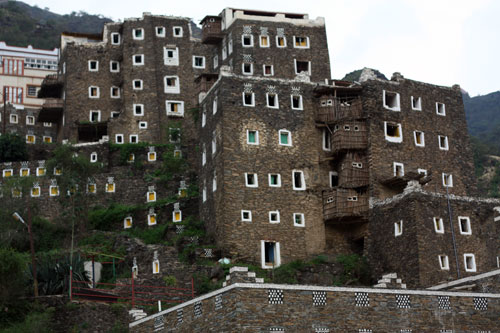
قرية رجال بمحافظة رجال ألمع حيث يقع المتحف الدائم، وتمثل هذه الأبنية نمط البناء التقليدي في المحافظة.

لقد اشتهرت رُجال ألمع بمشاركتهم في الحروب منذ زمن بعيد، وهنا أشهر المعارك التي شاركوا فيها:
- ذكر الطبري انهم شاركوا مع بارق وغامد في (700) مجاهد - عامتهم من بارق - في معركة القادسية.[5]
- شاركوا في حماية المدينة المنورة كحامية مرابطة هناك.[6]
- استبسل رجال عسير - ومنهم رجال ألمع - في معركة بسل قرب الطائف ضد قوات محمد علي باشا وبقوا في ساحة المعركة حتى استشهدوا بعد أن فر جميع أعوانهم،[7] ويذكر بوركهارت أنهم ربطوا أرجلهم ببعض عندما رؤوا فرار أعوانهم.
- في عام (1238 هـ) اتفق رجال ألمع وبنو مغيد على الإطاحة بحكم الشريف اناذلك التابع للدولة العثمانية في عسير ويقول أحد شعرائهم آنذاك:

الـمجـمـعـة للـخيـر مجمعـا... من حيث صلح مغيد وألمعا... والخـيـر أمسى في سعودها
وقد نجح ذلك الانقلاب والذي كان بقيادة (سعيد بن مسلط) وأصبح بذلك أميراً لعسير.
- أدركت الدولة العثمانية خطورة تلك الحركات السياسية النشطة في رجال ألمع أثناء فترة حكمها، فأعدت جيشاً ضخماً للقضاء عليها بقيادة أحمد باشا وكان عدد الجيش (50000) مقاتل، فتمكن من احتلال الخميس وأبها والسقا ولكنه هُزم في رجال ألمع، وعندها قامت قبائل عسير بإرغامه على توقيع اتفاقية تقضي باستقلال عسير عن الدولة العثمانية، وتم ذلك في (11 محرم 1241 هـ)، وكانت تلك الاتفاقية أول اتفاقية من نوعها في الجزيرة العربية.
- تمكن رجال ألمع من هزيمة إبراهيم باشا هزيمة ساحقة عندما أراد تأديبهم لعدم خضوعهم للدولة العثمانية في عام 1251 هـ، ويجدر بالذكر هنا أن إبراهيم باشا هو الذي أسقط الدولة السعودية الأولى التي امتدت رقعة أراضيها لمعظم أرجاء الجزيرة العربية وبعض أجزاء الشام.
- شارك رجال ألمع بأعداد ضخمة من قواتهم في جيش الأمير عايض بن مرعي وفي عهد ابنه محمد، وشاركوا في ضم أجزاء من اليمن لعسير، بما في ذلك صنعاء [8]، ومن أقوال شعراء رجال ألمع في تلك المعارك: | محافظة رجال ألمع | يالأمير اسمع كلام أهــل العزايم... قد وعدنا الطير باسوار الحديْـدَة وان يضل الترك بيدينا لزايم... وان نرَوّحْ باشة أهل الشام ريدة | محافظة رجال ألمع |
- اعترف القائد التركي سليمان باشا، وكان متصرف الدولة العثمانية في عسير بقوة رجال ألمع حيث يقول في مذكراته: "والإدريسي يعلم حق العلم أنني لا أوافق على الخروج من أبها إلى رجال ألمع محافظة على نفوذ الحكم وخوفا من إلقاء حياتي في التهلكة.[9]
- ويقول أيضاً: "ولأجل النزول من أبها إلى محايل لا بد من المرور بعقبة تسمى "عقبة القضاء"، وهي جبال ربيعة ورفيدة المشرفة على رجال ألمع وتعد من أراضي آل موسى، غير أنه عند الانحدار منها يصبح الجند معرضاً من الجناح لهجوم قبائل رجال ألمع عليه، فليس من الجائز القيام بحركة عسكرية في هذه الجهات إلا بعد الاتفاق مع رجال ألمع.[10]
- ويقول: "والقوة التي يقودها الشريف فيصل بيك - الذي أصبح في ما بعد ملكاً للعراق - في القوز إذا كانت غير قادرة على ضرب رجال ألمع فلماذا هي قاعدة هناك؟ ولماذا أصبحت قوتنا الجديدة التي هناك معطلة عن العمل كما هي الحال لسائر قواتنا.[11]..
- شارك رجال ألمع في حرب القهر بأكبر عدد من المقاتلين حيث بلغ عددهم (250 مقاتل) يليهم شهران (200 مقاتل) يليهم بني شهر (140 مقاتل) يليهم بني عمرو.[12]
- كانت قبائل رجال ألمع تمثل عقبة وعرة في طريق الوصول إلى عائض بن مرعي بالنسبة للعثمانيين، حيث كانوا أقوى قوة مساندة لهذا الأمير، يقول أحمد باشا في رسالة أرسلها إلى محمد علي باشا: «لئن تألفنا رجال ألمع لهان أمر عائض وريدة.».[13]
- نظراً لتفوق رجال ألمع العسكري، فقد حاول أحمد باشا تجنيدهم بأضعاف ما يعطي غيرهم من العرب. حيث عرض عليهم عشرين ريالاً فرانسه لكل شيخ يرأس مئة جندي، وأربعة ريالات فرانسة لكل جندي من رجال ألمع. وحاول أن يقنع محمد علي بذلك ليحولوا بينهم وبين الاتصال بعائض بن مرعي.[14] وكان أحمد باشا على استعداد للذهاب إلى (أبو عريش) لأجل هذه المهمة، لكن الخديوية رفضت هذا الاقتراح وقطعت عليه مخططه، حيث جاء في ردها:«إن رضيوا أن يأخذوا مثل ما يأخذ العرب الذين قيدوا أنفسهم عسكراً في مكة فبها وإلا فلا يدفع لهم زيادة عليهم».[15] وأن المتتبع للحوادث يجد أن الخديوية قد سدت السبل أمام مخطط أحمد باشا الرامي إلى هدم قوة عائض بن مرعي، فهو يذكر جيداً أن هزيمته عام 1241 هـ/ 1826م في عسير كانت على يد رجال ألمع (وحدهم)، حيث كانوا هم الوحيدين من عسير مع سعيد بن مسلط أمير عسير آنذاك.[16] وكذلك فهو لا يزال يذكر هزيمة إبراهيم باشا أمام رجال ألمع عام 1251 هـ.[17] ولذلك فقد عمل أحمد باشا جاهداً لسحب البساط من تحت أرجل عائض بن مرعي فعندما يفقد دعم رجال ألمع فإنه بذلك قد فقد أهم قوة تناصره وتسانده.
- في عام 1233هـ، هاجمت قوة من رجال ألمع بقيادة الشيخ قاسم بن علي قوات الأتراك العائدة من السراة، فأعد حسني باشا جيشاً قوياً لمهاجمة رجال ألمع، وكانت ألمع أحسن حالاً من عسير السراة حيث كانت الحملات المصرية والتركية موجهة، وتمكن الألمعيون من القضاء على تلك الحملة وهزيمتها، وكان الألمعيون قد طلبوا من حمود أبو مسمار الدعم لعدم إمكانية وجود إخوانهم أهل السراة إلى جانبهم لما هم فيه من حال بعد دخول الأتراك طبب، فوجد ذلك شيئاً في نفس حمود فركب موجة المقاومة العسيرية للترك وأرسل قوة مع الحسن بن خالد لدعم رجال ألمع في الحرب.[18] وعلى إثر ذلك، أرسلت القوات العثمانية جيشاً للهجوم على أبو مسمار لوقوفه مع رجال ألمع، وكانت هذه المعركة بالقرب من الدرب فوقف رجال ألمع مع أبي مسمار ردًا لجميله، وتمكنوا من هزيمة الجيش التركي هزيمة ساحقة.[19]
- حصلت معركة بين جيش الإدريسي وجيش الشريف في بلاد بللحمر. وكان عدد جيش الإدريسي 4300 رجل، وهم على النحو التالي: رجال ألمع 1000 مقاتل، محايل 800 مقاتل، عسير السراة 700 مقاتل، بللحمر 700 مقاتل، شهران 600 مقاتل، قحطان 500 مقاتل.[20]
- وصف كورنواليس قبائل رجال ألمع فقال: ((وعلى الرغم من قلة عددهم مقارنة ببعض القبائل الأخرى، فهم ربما أكثر القبائل شهرة في الشجاعة والجرأة في الحروب، وفي وحدتهم الداخلية واعتزازهم بأستقلالهم)).[21]
- في جمادى الأولى عام 1218هـ قام خمسمائة مبندق من رجال ألمع بمهاجمة ثمان سفن قادمة من اليمن فتطاردت لمدة يومين ثم غنموها، وفي ذلك يقول إسماعيل الحفظي في رسالة إلى الأمير عبد الوهاب أبو نقطة: "ذلك فضل الله يؤتيه من يشاء والله ذو الفضل العظيم ومن حقائق هذه الفضيلة، ولأن الله خص بها رجال ألمع في بحر الشقيق اتجهوا بثمان زعايم من سفن المشركين مشحونة من كل نوع قاصدة جدة فاستولى عليها المسلمون، وغنموها وقتلوا من كان معها إلا ثلاثة أنفار من أهل اليمن".[22]

## العمل

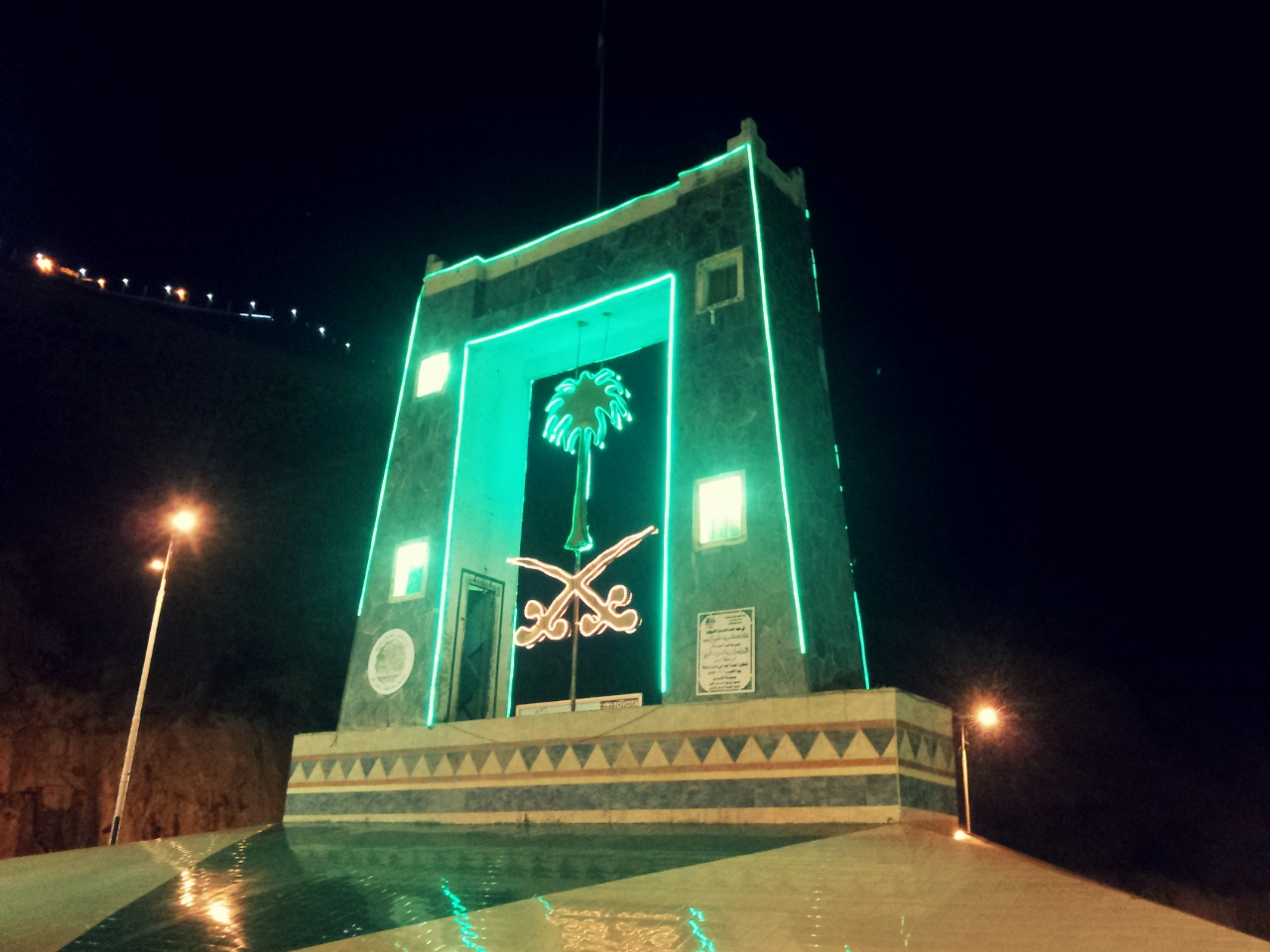
رجال ألمع - الشعبين.

اعتنى السكان في رجال ألمع بالزراعة ومن أهم المحصولات: الذرة والدخن والبن وأنواع من الفواكه والخضروات وأشجار متنوعة تكسو المنطقة، واهتموا أيضاً بتربية المواشي ورعاية الثروة الحيوانية واستخراج فوائدها. إذ عُرف كلٌ من اللحم والزبد المستخرج من اللبن بمذاق ذي جودة عالية وفريدة واعتمد السكان على هذه الثروة مع الزراعة في تكوين أساسيات غذائهم. وتشتهر رجال ألمع بتربية النحل وإنتاج وتصدير أجود أنواع العسل الذي يعتبره السكان غذاءً ودواء.

## الحركة التجارية والأسواق
اشتهرت في رجال ألمع العديد من الأسواق التي نشطت بها المنطقة وقد عرفها السكان وسموها بأيام الأسبوع؛ حيث يكون لكل قبيلة سوق تتولى فيه مسائل التنظيم والمحافظة على ديناميكية العمل التجاري بين مرتادي السوق من القبائل الأخرى، وبعض تلك الأسواق كانت تتجاوز العمل التجاري فتُعقد فيها الاتفاقيات وتُحل الخصومات. وكانت المنطقة مركزاً تجارياً مهماً للبلاد لأنها تستقطب قوافل تجار المناطق المجاورة والمناطق الواقعة على ساحل البحر الأحمر، ولا تزال هذه الأسواق ماثلة حتى اليوم رغم أن الصبغة القبلية اختفت منها وغلب عليها التنظيم المدني الحكومي.

## المناخ
تميز مناخ رجال ألمع بشدة الحرارة صيفاً والاعتدال في فصل الشتاء بحيث يبدأ الجو بالاعتدال والدفء خلال فصل الشتاء لتبدأ انطلاقة سياحة شتوية مميزة من أبناء منطقة عسير إلى محافظة رجال ألمع.

## الفن المعماري في رجال ألمع
تُبنى المنازل على ضفتي «وادي كسان»، ويرتفع بعضها فوق بعض على سفوح الجبال، ويصل ارتفاعها إلى ستة أدوار، ويمتلك كل إنسان دور، وقد ساعدت طبيعة الإرتفاع على السفح أن يكون السطح مدخلاً لبيت آخر، ونوافذها ضيقة.

## متحَف رجال ألمَع
تم إنشاء متحف ألمع الدائم للتراث عام 1405هـ بمبادرة عامة من أهالي المحافظة بهدف حفظ تراث منطقتهم، واختير حصنُ آل علوان والذي أنشأته عائلة آل علوان أساساً بقرية رجال وهو أكبر الحصون فرمم القصر بتعاون كثير من أبناء رجال ألمع كل بحسب إمكاناته وخبرته. وتولى أبناء القرية جمع المقتنيات القديمة التي تبرع بها الأهالي، وساهم نساء القرية بنقش القصر بإشراف الفنانة الألمعية فاطمة علي أبو قحاص، ومن ثم تبرع الكثير منهن بحليهن القديمة من الفضة وبعض مدخراتهن من الزينة.
واكتمل العمل بالمتحف، وحصل على الكثير من الدعم والاهتمام والتشجيع من قبل المهتمين بالسياحة، ثم افتتحه الأمير خالد الفيصل أمير منطقة عسير السابق عام 1407هـ، وبدأ المتحف يمارس دوره كقناة ثقافية سياحية منذ ذلك الحين، حتى أصبح السواح يقصدونه من جميع أنحاء العالم وعلى مدار العام، وقد تزايد عدد زواره بعد افتتاح مشروع العربات المعلقة في السودة وتأمين المواصلات بين محطة العوص والمتحف؛ وكان لذلك دورٌ مهم في تسهيل زيارة المتحف، وخاصة في فصل الصيف حيث يبلغ الموسم السياحي ذروته، وقد أظهرت بعض الإحصائيات لزوار المتحف وصول عدد زواره لقرابة 30000 زائر في عام 1419هـ وزادوا عن ذلك بكثير في صيف 1420هـ.
حصل المتحف على العديد من الجوائز وأهمها:
- جائزة المفتاحة لعام 1421هـ.
- جائزة الأمير سلطان بن سلمان للتراث العمراني.
- جائزة الحفاظ على التراث لمحافظة رجال ألمع عام 1427هـ.

## فن القـَط
هو فنّ عسيري خالص برعت فيه النساء في قرية رجال وهو فن مسجل ضمن قائمة التراث غير المادي العالمي في منظمة اليونسكو وقدّ أُعجب الكثير بهذا الفن الباهر حتى أننا وفي الآونة الأخيرة شاهدنا الكثير من المتخصصين في الفنون يحضرون رسائل الدكتوراه في فن القط النادر والدقيق.
وهو عبارة عن خطوط وتشكيلات جمالية هندسية ترسم علي جدران المنازل في منطقة عسير منذ أكثر من 300 سنة. يستخدم في هذه النقوش ألوان تتكون من عناصر بيئية مثل الفحم وأحجار الجبال الحمراء والمر والأرز المحمص. ويطحن يدويا ويضاف لها مادة الصمغ عند النقش. وتستخدم الريشة للرسم من صوف الأغنام المجذب للتحكم في خيوط الرسم. هناك أنواع من فن القط منها: المشط والشبكة والمحاريب وغيرها. وهناك عدد من النساء اشتهرن بالاحتراف في هذا الفن برغم عدم معرفتهن حتى للقراءة والكتابة.

## الزي التراثي الألمعي والزي المعاصر لأهل المحافظة
ما زال ارتداء الزي التراثي الألمعي القديم موجوداً بالتزامن مع التطور الجمالي الممزوج بالاضافات الحديثة.
بحيث يتنوع الزي الألمعي للذكور في المحافظة من مكان لآخر إلا اننا نستطيع حصره في وقتنا الحاضر في هيئتين: الأول وهو الغالب: الثوب والمعجر والشفرة والصمادة، وينتشر هذا اللبس من شمال رجال ألمع إلى جنوب كسان تقريباً. والثاني: الحوكة (رداء وإزار) وينتشر في الحبيل وما جاورها.
اما الزي النسائي المتعارف عليه في المحافظة قديماً فهو الثوب العسيري (الجلابية) وقد عاد الآن بموضة جديدة، مشيرة إلى أن عدداً من المصممات السعوديات قمن بإحياء الزي العسيري ليتواءم مع العصر ومستجداته، وقمن بتطوير نقوشه، والقماش الذي يصنع منه باختلاف تطريزاته وألوانه، حتى أصبح زي الكبيرات والصغيرات في المنطقة بشكل عام ومحافظة رجال المع بشكل خاص. إلا ان الزي النسائي الألمعي التراثي قديما كان يستغرق تفصيله مدة أربعة شهور أو خمسة، لأنه كان يعتمد على العمل اليدوي، ويقوم به رجال متمرسون في هذه الصنعة، وكان يستخدم في صناعته أجود أنواع الحرير والقصب، وأفضل أنواع القطيفة، وكان ثمنه قديما مناسبا بشكل يتيح لكل امرأة ارتداءه، أما الآن فهناك أنواع وخامات متعددة، والموضة تدخلت فيه، ولم تعد المرأة تريده مثل ما كان قديما، بل أصبحت تبحث عن الموديلات الجديدة في الثوب العسيري، وبشكل عام وفي وقتنا الحاضر أصبح كلا الجنسين في الغالب يضيفون بجانب ذلك الزي التقليدي الزي المعاصر، فالزي الوطني السعودي يكون بالنسبة للرجال أما النساء واكبن ما يجري من تنوع واختلاف في التصاميم المعاصرة.